# Ричард III (фильм, 1995)
«Ричард III» (англ. Richard III) — британская киноэкранизация одноимённой пьесы Уильяма Шекспира, осуществлённая в 1995 году Ричардом Лонкрейном по сценарию Иэна Маккеллена, который исполнил заглавную роль.
Сценарий Маккеллена и Лонкрейна основан на театральной постановке режиссёра Ричарда Айра 1990 года. Действие шекспировской пьесы перенесено из последней четверти XV века в 1930-е годы — период кризиса британской монархии и распространения идей британского фашизма. Военный аристократ Ричард, добывший в бою победу для своего старшего брата Эдуарда, в мирное время превращается в безжалостного тирана. Устранив законных наследников короны и вождей придворной оппозиции, Ричард становится королём Англии и устанавливает в стране тоталитарную личную диктатуру. Сторонники один за другим покидают Ричарда, и в финале фильма он гибнет в сражении с мятежником Генри Ричмондом.
«Ричард III» — первая крупная работа Иэна Маккеллена в кинематографе. Фильм, тщательно воспроизводящий обстановку 1930-х годов, снят в стилистике современной британской ностальгической кинодрамы, а его сюжетное построение точно следует канону американского гангстерского фильма. Фильм, не имевший коммерческого успеха, был в целом положительно оценён кинокритиками и был удостоен «Серебряного медведя» за режиссуру и премий BAFTA за работу художника-постановщика и дизайн костюмов.

## Сюжет
Настоящий Ричард, герцог Глостерский, был коронован в 1483 году в возрасте 31 года — и только в этом мы можем быть уверены. Правда о его личности и о том, как он пришёл к власти, остаётся загадкой по сей день. — Иен Маккеллен
Оригинальный текст (англ.)The real Richard, Duke of Gloucester, was crowned King of England in 1483, when he was 31 years old - that much is certain. The truth about his personality and the circumstances in which he took over the throne continue to be a puzzle to this day.

### Кто есть кто: действующие лица и исполнители
порядок перечисления, титулы, должности, нумерация сцен приводятся по сценарию Иэна МакКеллена
| Старая правящая семья (Ланкастеры) - Король Генрих — Эдвард Джевсбери - Принц Эдуард — Кристофер Боуэн - Леди Анна, вдова принца Эдуарда, впоследствии жена Ричарда III — Кристин Скотт Томас Новая правящая семья (Йорки) - Герцогиня Йоркская, вдова — Мэгги Смит - Король Эдуард, её сын — Джон Вуд - Королева Елизавета, его жена, — Аннетт Бенинг - Принцесса Елизавета, их дочь (15 лет) — Кейт Стивенсон-Пейн - Принц Уэльский, их старший сын и наследник короны (12 лет) — Марко Уильямсон - Младший принц (7 лет) — Мэтью Грум - Кла́ренс, второй сын герцогини Йоркской — Найджел Хоторн - Ричард, герцог Глостерский, младший сын герцогини Йоркской — Иен Маккеллен Будущая правящая семья (Тюдоры) - Генри Ричмонд, коммандер флота — Доминик Уэст - Лорд Стэнли, вице-маршал авиации, дядя Ричмонда — Эдвард Харвик - Джордж Стэнли, его сын — Раен Гилмор | Гражданские - Граф Риверс, брат королевы Елизаветы — Роберт Дауни-младший - Герцог Бакингем — Джим Бродбент - Лорд Гастингс, премьер-министр — Джим Картер - Сэр Роберт Брэкенбери, комендант Тауэра — Дональд Самптер - Уильям Кэтсби, постоянный личный секретарь короля Ричарда III — Тим МакИннерни - Архиепископ — Роджер Хэммонд - Лорд-мэр Лондона — Денис Лилл - Лондонский джентльмен — Брюс Пёрчейс - Тюремщик в Тауэре — Энди Рэшли - Второй убийца [Кларенса] — Майкл Элфик - Певица на приёме короля Эдуарда — Стейси Кент - Стюардесса Pan Am, любовница Риверса — Трес Хенли Военные - Сержант Ричард Рэтклифф, денщик Ричарда III — Билл Патерсон - Джеймс Тиррелл, армейский капрал — Адриан Данбар - Субалтерны — Джеймс Дрейфус, Дэвид Энтробус |

### Пролог:Битва при Тьюксбери
1930-е годы. В Англии идёт гражданская война между семействами Ланкастеров и Йорков. Передовой отряд Йорков внезапно нападает на штаб Ланкастеров, развёрнутый в викторианском поместье близ Тьюксбери. Танк Йорков пробивает стену комнаты, в которой ужинает принц Уэльский, штурмовики убивают штабных офицеров. Худой, хромой, сгорбленный человек в полевой форме и противогазе расстреливает принца из маузера, затем проходит в комнату короля Генриха и убивает его единственным выстрелом в голову. Убийца снимает противогаз: это Ричард, герцог Глостерский.

### Путь к власти
Долгая гражданская война завершена. «Бал победителей» во дворце пришедшего к власти Эдуарда IV начинается с ареста его брата Кларенса. Ричард произносит монолог («Здесь нынче солнце Йорка злую зиму в ликующее лето превратило…»), и собравшиеся не замечают исчезновения Кларенса. Обратившись к зрителю, Ричард поясняет, что арест брата устроил именно он. После бала Ричард направляется в морг при госпитале, где вдова принца Уэльского леди Анна оплакивает убитого мужа. Ричард искусно соблазняет ненавидевшую его женщину («Поторопись: я заколол Эдва́рда, но твой небесный лик меня принудил…»), и вскоре леди Анна становится его женой («Она — моя! Но не нужна надолго»).
Ричард открыто обвиняет в несчастье Кларенса королеву Елизавету и её брата Риверса, а сам тайно перехватывает королевский приказ об освобождении Кларенса и посылает к нему убийцу — Джеймса Тиррелла. На следующий день Ричард нарочито небрежно упоминает о смерти Кларенса в присутствии больного короля Эдуарда. Потрясённый случившимся Эдуард умирает, корона Англии переходит к двенадцатилетнему Эдуарду V, а Ричард, заручившись поддержкой алчного вельможи Бакингема, становится лордом-протектором.

### Диктатура
Ричард рвётся к абсолютной власти — для этого ему надо устранить Эдуарда V. Премьер-министр Гастингс, попытавшийся встать на пути Ричарда, погибает на виселице, граф Риверс заколот Тирреллом в гостиничном номере. Убедившись, что Лондон воспринял новости спокойно, Бакингем и Кэтсби организуют «законное» низложение Эдуарда V. Обеспокоенные лондонцы во главе с лордом-мэром приходят к Ричарду за разъяснениями, Бакингем и Ричард разыгрывают фарс с «призванием» Ричарда к власти («На просьбы не склоняйтесь: точно дева, твердите „нет“, а всё же принимайте…»). После недолгих «уговоров» Ричард соглашается принять корону («Я не из камня…»). Чернорубашечники с красными знамёнами уже ждут своего вождя на Арене. Бакингем с трибуны провозглашает Ричарда королём, толпа скандирует: «Ри-чард! Ри-чард!». Под трибунами Арены лорд Стэнли и Архиепископ уговаривают Генри Ричмонда бежать из страны, чтобы возглавить мятеж против тирана.
Тиррелл убивает в Тауэре сыновей Эдуарда IV, но дни Ричарда сочтены: бывшие сторонники один за другим покидают его. Архиепископ, комендант Тауэра Брекенбери и потерявший доверие короля Бакингем бегут в лагерь Ричмонда. Герцогиня Йоркская, прокляв сына, улетает во Францию. Леди Анна умирает — то ли от передозировки наркотиков, то ли от рук Тиррелла или Кэтсби. Морской десант Генри Ричмонда высаживается в устье Темзы.

### Финал:Битва при Босворте
Танки Ричмонда продвигаются к Лондону, авиация лорда Стэнли перешла на сторону мятежников. Накануне решающего сражения Архиепископ венчает Ричмонда и принцессу Елизавету, а Ричард тайно казнит попавшего в плен Бакингема. Для Ричарда эта ночь становится непрерывным кошмаром, для Ричмонда — ночью любви. Наутро мятежники наносят авиаудар по лагерю Ричарда у стен электростанции Баттерси. Король теряет управление боем, его войско в панике бежит, и лишь до конца верные Рэтклифф и Тиррелл пытаются увезти Ричарда от опасности. После ранения Рэтклифа, сидевшего за рулём джипа, Ричард восклицает: «Коня! коня! венец мой за коня!». Тиррелл призывает короля: «Спасайтесь, государь! Коня достану!», но в ответ взбешённый Ричард расстреливает Тиррелла: «Спасаться?! Раб!».
Ричмонд преследует Ричарда по галереям полуразрушенного, горящего здания. На крыше ему удаётся загнать Ричарда в тупик. Прежде, чем Ричмонд успевает выстрелить, Ричард делает шаг в бездну и падает вниз, в разлитую на земле горящую нефть, при этом широко улыбается и машет рукой в камеру. Ричмонд также улыбается в камеру: что ждёт Англию при новом режиме?

## Предыстория: постановка 1990 года
В августе 1989 года Маккеллен сыграл Яго в «Отелло», поставленном режиссёром Тревором Нанном на сценической площадке The Other Place в Стратфорде.
После роли Яго актёр занялся работой над образом Ричарда в постановке Ричарда Айра. Спектакль повторял идею маккелленовского моноспектакля 1980 года Acting Shakespeare: Ричард шекспировских «Генриха VI» и «Ричарда III» — архетип тоталитарного вождя XX века. Айр перенёс действие «Ричарда III» в Англию 1930-х годов — во времена, когда английская аристократия заигрывала с идеями тоталитаризма, а отрёкшийся от престола король Эдуард VIII открыто поддерживал Гитлера, — чтобы переосмыслить реальные исторические явления: британский фашизм, кризис британской монархии 1930-х годы и возрождение национализма в 1970-е.
Осовременивание классических пьес всегда несёт с собой риск того, что созданный режиссёром «новый мир» вступит в конфликт с самой пьесой и завоюет внимание зрителя, оттеснив авторский текст на обочину. Постановка Айра избежала этой участи благодаря игре Маккеллена. Маккеллен не только играл Ричарда — военного аристократа, выпускника Сэндхёрста, совершенного солдата, для которого долгожданный мир — нетерпимая праздность. Маккеллен сам создавал на сцене «новый мир» тоталитарной Англии, не позволяя ему поглотить шекспировский текст. Маккеллен никогда не поддавался соблазну сыграть Ричарда шутом — его Ричард страшен, но благороден во всех обстоятельствах. Ричард Лоренса Оливье — хищная птица, Ричард Энтони Шера — паук в банке, Ричард Маккеллена — свернувшаяся в кольцо, всегда готовая к броску кобра.
Премьера состоялась 25 июня 1990 года на сцене Литтлтонского зала Королевского национального театра в Лондоне и сразу привлекла внимание публики и критиков, оценивших смелость трактовки и пьесы в целом, а также образа Ричарда. За два года жизни спектакля труппа дважды гастролировала по городам Великобритании, и трижды — за пределами страны. Во время гастролей 1992 года Маккеллен составил первый набросок сценария будущего фильма. В октябре 1992 года, когда труппа играла в Калифорнии, Маккеллен показал законченный сценарий Айру. Режиссёр раскритиковал чрезмерное увлечение Маккеллена «телефонами, автомобилями и оружием» и отказался от работы над фильмом. Размах маккелленовского сценария, по мнению Айра, мог быть реализован только в «большом кино» с большим бюджетом, а руководство таким кинопроектом потребовало бы от Айра надолго забросить театр. Сам же Маккеллен понимал собственную неготовность возглавить проект, да и не стремился к этому.

## Создание фильма

### Сценарий

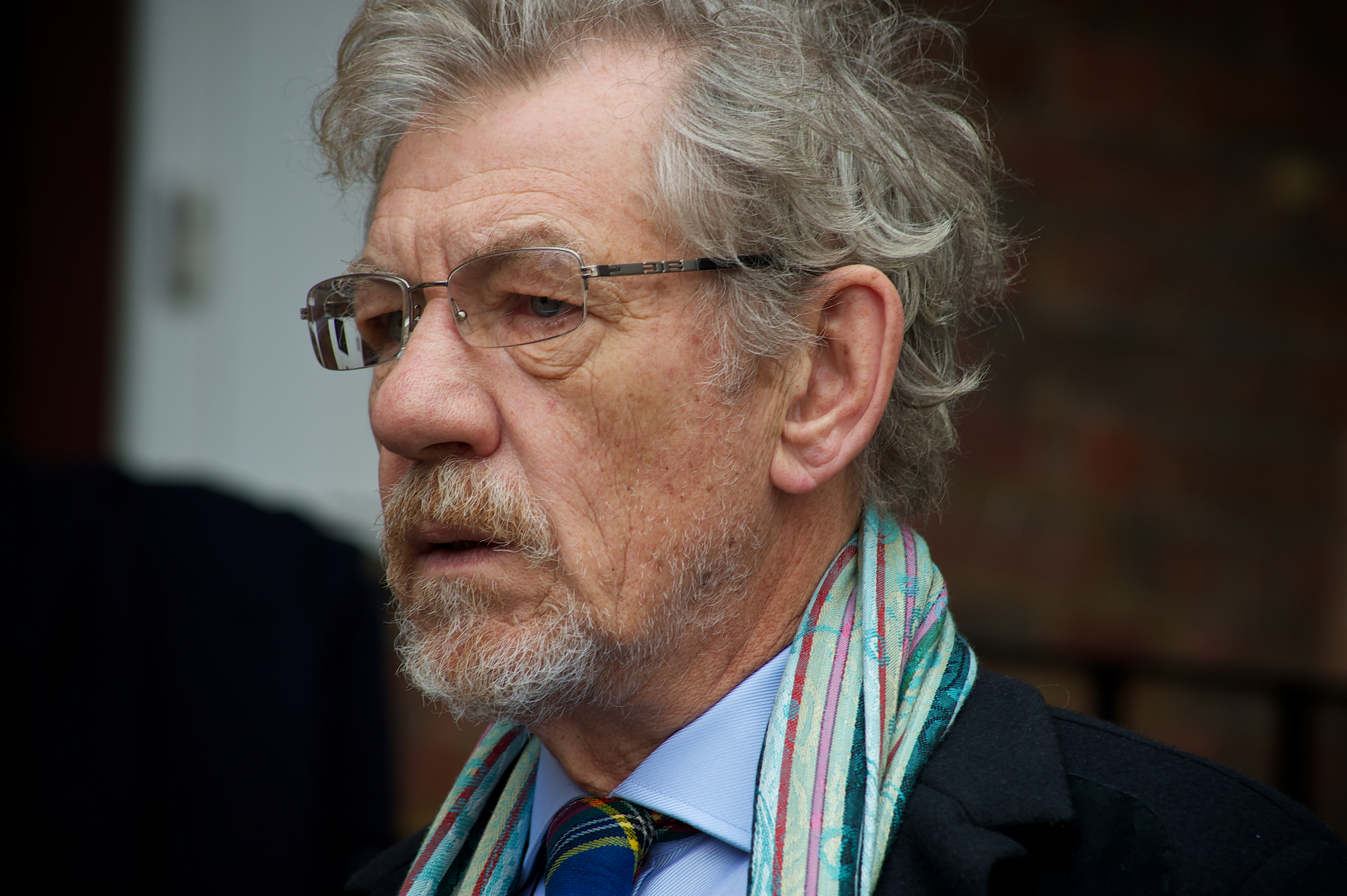
Иэн Маккеллен, фото 2010 года

К работе над сценарием подключилась продюсер Эллен Литтл из First Look Studios, а подготовку к съёмкам взяли на себя продюсеры Стивен Бейли и Лиза Кацелас Паре́. Продюсеры сумели найти финансирование в сумме около 6 миллионов фунтов (8,5 миллионов долларов США). Маккеллен шутил, что бюджет мог бы быть намного большим, если бы главную роль играл не он, а «Кен или Мел, а ещё лучше Арни или Слай»). Основным же соавтором сценария стал режиссёр Ричард Лонкрейн — человек со стороны, не связанный многовековыми традициями шекспировского театра. Лонкрейн поставил свой первый полнометражный фильм, глэм-роковый мюзикл Slade In Flame, в 1975 году, но затем снимал преимущественно сериалы и рекламу.
Маккеллен взял за основу текст Шекспира, максимально приближенный к современному языку: aрхаичные местоимения (thou и т. п.) везде заменены современными (you, см. ты и вы). Это сделало текст более понятным для неподготовленной аудитории, но стёрло нюансы шекспировского языка. Затем, шаг за шагом, он сокращал объём шекспировского текста, удаляя третьестепенных персонажей и шлифуя оставленные сцены. За первым сценарием последовал второй (январь 1993), третий (январь 1994) варианты — всё ещё включавшие персонаж королевы Маргариты. Только после этого Маккеллен, как многие театральные режиссёры до него, исключил Маргариту из сценария, и вложил проклятья Маргариты в уста герцогини Йоркской и королевы Елизаветы.
Маккеллен, как и Лоренс Оливье, включил в сценарий монолог Ричарда из третьей части «Генриха VI» («Что ж, я могу с улыбкой убивать, кричать: „Я рад!“ — когда на сердце скорбь …»). Добавился и новый, отсутствующий в пьесе персонаж — принцесса Елизавета, молчаливо появляющаяся в кадре почти на всём протяжении фильма, которая произносит единственную фразу («Как спали вы, милорд?»). Кэтсби, Тиррелл и Рэтклифф Маккеллена также немногословны, но их образы в фильме запоминаются зрителем, чего не скажешь об этих персонажах в большинстве театральных постановок. Тиррелл превратился из эпизодического персонажа в главного подручного, «машину смерти» Ричарда. Шекспировский Тиррелл лишь организует убийство принцев в Тауэре, маккелленовский Тиррелл, протестант из Северной Ирландии, лично убивает принцев, Кларенса, Риверса, Гастингса и Бакингема. Уже к середине фильма одно присутствие Тиррелла в кадре становится пугающим. Именно Тиррелл (а не шекспировский Кэтсби) сопровождает Ричарда до самого конца и сам становится последней жертвой короля.
Маккеллен намеренно придал персонажам из дома Йорков отрицательные черты, лишив их трагического героизма шекспировских прототипов. Его Риверс — праздный плейбой, Кларенс — суетливый фотограф-любитель, король Эдуард — одряхлевший бабник, королева Елизавета — американка-парвеню, списанная с реальной Уоллис Симпсон. По мнению Кэрол Раттер, нарочито мужественный внешний облик дворцов Йорков в фильме скрывает женоподобных, слабовольных персонажей. Череда титулованных посредственностей — фон, над которым должен возвышаться идеальный воин Ричард. Ему противостоят профессиональные бойцы на службе у Тюдоров — морской офицер Генри Ричмонд и командующий ВВС лорд Стэнли, а также их союзница королева Елизавета. По мнению Лоэлина, именно Лонкрейн настоял на развитии образа Елизаветы — режиссёру был нужен центр притяжения зрительских симпатий, антипод Ричарда, действующий на всём протяжении фильма. Молодой Ричмонд, появляющийся лишь в последней трети фильма, таким центром быть не мог.

### Образ Ричарда

Сцена соблазнения леди Анны: Ричард снимает кольцо с правой руки

Маккеллен вспоминал, что при создании театрального и кинематографического образа Ричарда он сосредоточился на теме сексуальности Ричарда и стремился поразить зрителя вспышками неистового, местами непристойного, юмора. По мнению Джонатана Доллимора, эта трактовка образа отражает не только личные пристрастия актёра, но и заложенные самим Шекспиром смыслы. Сухорукий, хромой, сгорбленный Ричард — несчастен с раннего детства. Он не способен продолжить род Йорков, и это делает его изгоем при дворе. Мать, герцогиня Йоркская, никогда не любила младшего сына — неслучайно именно ей Маккеллен поручил произнести проклятья, которые в пьесе произносит королева Маргарита.
Лонкрейн и Маккеллен намеренно снизили степень физической неполноценности Ричарда: в исполнении Маккеллена он не инвалид, и тем более не урод. Ричард Маккеллена не горбат, как Ричард Лоренса Оливье, но сгорблен. Ричард хромает, но в сцене, следующей за соблазнением леди Анны, хромота не мешает ему пританцовывать. Его искалеченная левая рука не более страшна, чем шрам Тони Монтаны в «Лице со шрамом»: Ричард всегда, даже в бою, прячет кисть левой руки в кармане брюк. Зритель видит её только в сцене обвинения Гастингса. Немощь левой руки — не только дань тексту Шекспира, но и средство демонстрации того, как мастерски Маккеллен владеет «здоровой» правой рукой. В большинстве бытовых сцен Ричард-Маккеллен прекрасно обходится одной правой рукой, но необходимость снять с пальца правой руки кольцо ставит его в тупик. Снять кольцо Ричард может только зубами (на илл. слева). В театральной постановке в сцене соблазнения леди Анны Маккеллен раздевался по пояс, не используя левую руку. В фильме эта сцена отсутствует: авторы посчитали, что буквальное, а не условно-театральное воспроизведение атмосферы морга требует большей сдержанности в игре.
Тонкие усики Ричарда — цитата образов героев-любовников 1930-х годов в исполнении Кларка Гейбла и Дугласа Фэрбэнкса. Ричард много курит. По мнению кинокритика Роджера Эберта, Маккеллен сделал сигареты источником разрушительной энергии Ричарда: сознание Ричарда как будто сосредотачивается на кончике зажжённой сигареты.
Маккеллен до самой премьеры полагал, что аудитория будет сочувствовать Ричарду и сопереживать его личной трагедии: «Он обаятелен. Он, без сомнения, привлекателен — неслучайно ему удаётся так быстро соблазнить леди Анну … я надеюсь, что после просмотра фильма зрители запомнят то, как сильно они желали победы Ричарда». Маккеллен, по мнению Барбары Фридман, не понимал, что между зрителем и актёром кинематографа находится влиятельный, неподвластный актёру посредник — камера, направляемая режиссёром. Его неоднократно спрашивали — что делает шекспировского «Ричарда III» кинематографичным, но в 1995 году он не смог удовлетворительно ответить на этот вопрос. Фридман полагает, что Маккеллен был неспособен даже увидеть будущие сцены глазами кинематографиста.

### Стилистика и символы

Военная форма как символ политического режима:
Слева направо: дом Ланкастеров, монархия Эдуарда IV, диктатура Ричарда III, мятежники Генри Ричмонда

Визуальные образы Англии и англичан в «Ричарде III» жёстко следуют заложенной в фильме трактовке событий. Ланкастеры — олицетворение уходящей старой Англии, режим Эдуарда IV — «золотые двадцатые», временная передышка перед приходом диктатуры, Ричард III — тоталитарный военный диктатор, а его победитель Генри Ричмонд — наследник английских традиций. Изменение политического режима сопровождается изменениями в костюмах и в архитектуре, в среде обитания вождей и их семей.
Ланкастеры носят традиционную британскую военную форму. Убитый Ричардом Эдуард, принц Уэльский — собирательный образ молодых аристократов, воспитанных в Итоне и погибших на Сомме. Ричард III на «балу победителей» одет в серо-зелёный мундир германского образца, а в сцене соблазнения леди Анны носит форму, похожую на британскую. Усики и причёска Ричарда напоминают о Гитлере, но его форма, манеры и акцент выдают профессионального военного из высшего круга английской аристократии. В сцене прибытия Эдуарда V на вокзал присутствуют и британские (Тиррелл), и немецкие (охрана на перроне) типы мундиров. Однако уже в сцене ареста Гастингса Тиррелл и гвардейцы Ричарда одеты в чёрные «эсэсовские» униформы. После низложения Эдуарда V в чёрное переодевается и Ричард, и все его сторонники, а женщины надевают траур. В петлицах короля Ричарда — дубовые листья и три «кубика» оберстгруппенфюрера СС. Лишь лорд Стэнли в течение всего фильма носит форму Королевских ВВС. Мятежные войска его племянника Генри Ричмонда вновь надевают британские полевые формы и береты. Непосредственно перед финальной битвой и во время неё Ричард и его гвардейцы носят камуфляжную форму войск СС.

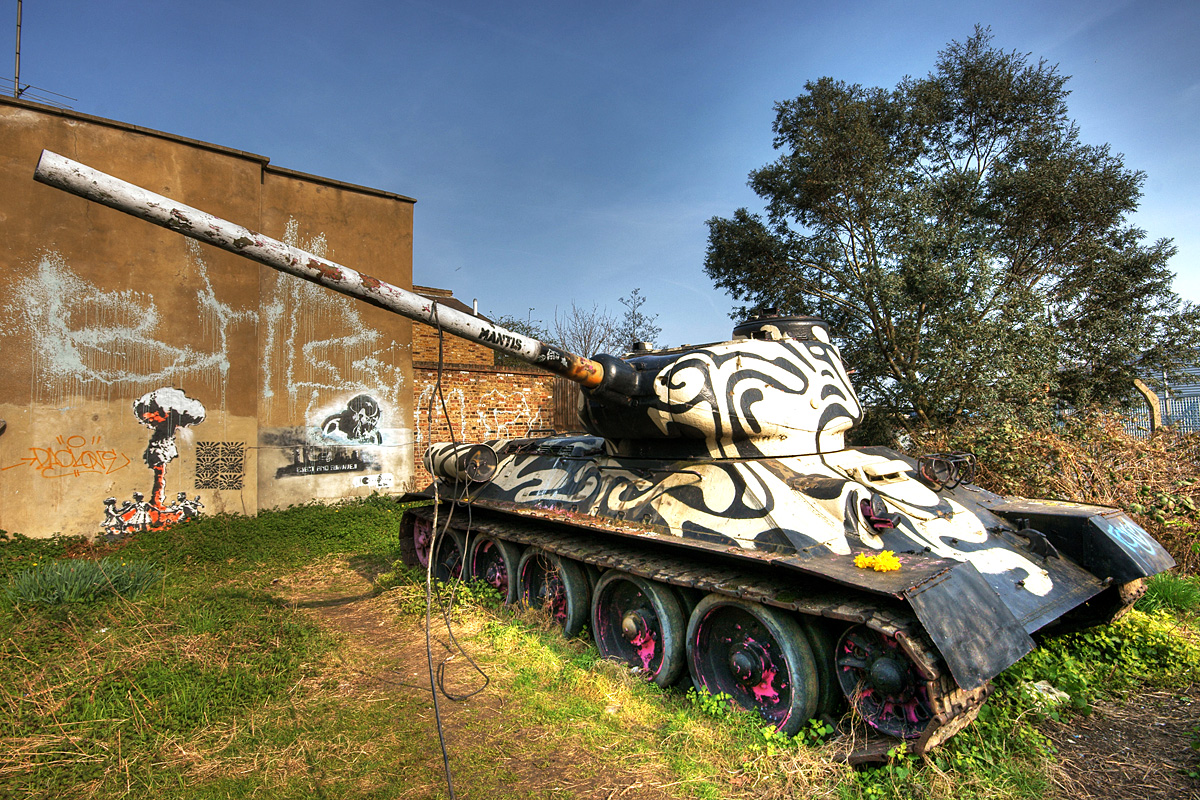
Танк «армии Ричарда», оставленный в Бермондсли. В фильме Т-34 Ричарда были выкрашены в тёмно-серый цвет, Т-55 Ричмонда — в защитный зелёный.

В архитектуре режиму Ланкастеров соответствует строгая викторианская готика, Эдуарду IV — разнообразный историзм викторианской эпохи. Стиль Ричарда — ар-деко 1930-х годов, родственное нацистской архитектуре Альберта Шпеера («квази-фашистская архитектура Лондона»), и созвучный ей брутализм промышленной архитектуры середины XX века. Сцена провозглашения Ричарда королём буквально воспроизводит образы нюрнбергских сборищ из «Триумфа воли» Лени Рифеншталь. Маккеллен планировал снимать в фильме хорошо знакомые современному зрителю здания — символы английской государственности, но Лонкрейн отказался от этой идеи в пользу зданий менее известных, но более уместных в контексте фильма. Резиденцией премьер-министра Гастингса вместо дома на Даунинг-стрит, 10 стал лондонский Сайон-хаус, «Тауэром» — электростанция Бэнксайд, а коронация Ричарда происходит не в Вестминстере, а в церкви Иоанна Крестителя в западном Лондоне.
Сценарий Маккеллена и Лонкрейна содержит массу указаний на предметы материальной культуры 1930-х годов. Ричард носит часы «Ролекс», курит довоенные сигареты «Абдулла», угощает Тиррелла конфетами «Фортнумс», передвигается по Лондону на «Даймлере» (в фильме — на «Бентли» 1936 года). Художник по костюмам Шуна Харвуд пошила платья по моде 1936 года, а гардероб Аннетт Бенинг составила из подлинных нарядов 1930-х годов. Именно так могли бы одеваться придворные дамы, если бы Уоллис Симпсон стала королевой Великобритании. Герцогиня Йоркская летает на довоенном биплане de Havilland Dragon Rapide, а лорд Стэнли, по мнению Герберта Корсена, — на Douglas A-20 или Martin B-26. В фильме снимались паровозы из собраний Bluebell Railway и локомотивного депо Карнфорт и списанные чешские танки Т-34 и Т-55. В лондонском районе Бермондсли сохранилось свидетельство о съёмках «Ричарда III» — оставленный съёмочной группой танк Т-34-85. Критик Сэмуэл Кроул шутил, что фильм следовало бы назвать «Самолёты, поезда, пароходы и танки» — в нём появляются почти все типы транспортных средств, известные в 1930-х годах.

### Цитаты и пародии
По мнению Джеймса Лоэлина, образы «альтернативной» Англии 1930-х годов — лишь первый, внешний, уровень смыслов «Ричарда III». Он скрывает несколько вложенных уровней — жанровую стилистику, прямые заимствования из других фильмов, и зашифрованные отсылки к шекспировскому тексту. Лоэлин определил жанр фильма как переплетение американского гангстерского фильма («Лицо со шрамом», «Маленький Цезарь», «Враг общества») с современной британской ностальгической кинодрамой («Огненные колесницы», «Комната с видом»), с вкраплением цитат из вестернов (батальные сцены) и слэшеров (убийство Риверса) .
Актёры, занятые в фильме, хорошо знакомы британскому зрителю именно по «ностальгическим» фильмам и сериалам. Сцены светской жизни сняты в ностальгической манере, но, по мнению Лоэлина, Лонкрейн не копирует, а пародирует этот жанр. Завтрак трёх королев на траве, казалось бы, списан с «ностальгических» фильмов, но расстеленный на траве ковёр выдаёт пародию. Выбор безвкусных, по мнению Лоэлина, зданий на роль королевских дворцов также подчёркивает пародийность происходящего на экране.
Перенос шекспировских сюжетов в гангстерский мир — достаточно частое явление в мировом кино («Плохие спят спокойно» Куросавы, «Люди, достойные уважения» Уильяма Райли). Лонкрейн и Маккеллен, избегая гангстерской стилистики, строго воспроизвели классический сюжет гангстерского фильма. Главный антигерой — изгой общества, иногда — душевнобольной («Белая горячка»), иногда — физически искалеченный («Лицо со шрамом»), иногда — отвергнутый собственной матерью. Антигерой сколачивает банду, устраняет соперников, переживает предательство бывших подручных. Он идёт на преступления, чтобы завоевать женщину — но союз с этой женщиной обязательно распадётся. Пока главный антигерой продвигается вверх, зритель сопереживает ему: удачливый антигерой олицетворяет подавленные, низменные, несбыточные желания зрителя. По мере того как антигерой, достигнув «вершины мира», устремляется к неизбежному концу, зрительские симпатии начинают таять. Антигерой, отвергнутый зрителем, гибнет в полном одиночестве.
Последняя сцена «Ричарда III» в миниатюре повторяет сюжет «взлёта и падения»: Ричард поднимается на крышу разгромленной фабрики, а потом по своей воле падает вниз. По мнению Лоэлина, эта сцена — прямая цитата финала «Белой горячки». Песня Эла Джолсона «Я на вершине мира», сопровождающая падение Ричарда в ад, — одновременно и отсылка к последней реплике антигероя «Белой горячки», и к первому в истории музыкальному фильму «Певец джаза». Критики отмечали сходство заключительной сцены с концовкой ленты Стэнли Кубрика «Доктор Стрейнджлав»  и финалом сценария Дерека Джармена к картине «Эдуард II». Убийство младшего принца и убийство Кларенса повторяют сцены убийства Дездемоны и Родриго в «Отелло» Орсона Уэллса. Вопль спутницы убитого Риверса, переходящий в паровозный гудок — цитата из «39 ступеней» Альфреда Хичкока.
Третий уровень цитат в фильме — цитаты Шекспира, зашифрованные в безмолвные визуальные образы. По мнению Сэмуэла Кроула, эти цитаты — лучшее, что есть в фильме, но они столь скоротечны, что заметить их может только искушённый знаток Шекспира. Например, по мнению рецензента The New York Times Стивена Холдена паук, ползущий по лицу мёртвой леди Анны — всего лишь орудие ещё одного убийства. Кроул и французский шекспировед Натали Вьен-Геррен считают, что этот паук — зашифрованное проклятие, которое у Шекспира произносят королевы Маргарита и Елизавета, а в фильме — только Елизавета: «паук в банке» (англ. bottled spider). Противогаз Ричарда в прологе по мнению шекспироведа Кэрол Раттер — «анатомически точный» фаллический символ. По мнению Кроула, и противогаз Ричарда, и пушка танка в прологе — аллегории белого кабана (англ. the white boar) — личной эмблемы Ричарда, а собака принца Уэльского — «живая цитата» из монолога Ричарда: «Такой убогий и хромой, что псы, когда пред ними ковыляю, лают».

### Подбор актёров
| - Мэгги Смит Фото 2007 года - Джим Бродбент Фото 2008 года - Аннетт Бенинг Фото 2005 года - Роберт Дауни-младший Фото 1990 года - Доминик Уэст Фото 2008 года |

Большинство актёров, снявшихся в «Ричарде III», уже играли с Маккелленом на сцене или в кино. Мэгги Смит, сыгравшая в фильме мать Ричарда, была его «крёстной» в реальной жизни — именно она в 1964 году рекомендовала Франко Дзеффирелли нанять Маккеллена на роль Клаудио в «Много шума из ничего». Джон Вуд (король Эдуард IV) играл с Маккелленом в театре в 1977 году, Марко Уильямсон (Эдуард V) играл младшего принца в постановке Ричарда Айра.
По сценарию Маккеллена королева Елизавета и её брат граф Риверс — чужаки для семейства Йорков — должны были быть американцами. Инвесторы, финансировавшие съёмки, также требовали найма «кассовых», известных актёров-американцев. Нарушая все установленные традиции, Лонкрейн связался с мужем Аннетт Бенинг Уорреном Битти и передал ему приглашение и сценарий; Беннинг в тот же день прочла сценарий и дала согласие на съёмки. Роль Риверса Маккеллен отдал Роберту Дауни-младшему. Летом 1994 года Маккеллен и Дауни снимались вместе в «Королевской милости», но в 1995 году Маккеллен опасался, что Дауни сочтёт роль Риверса слишком незначительной. Дауни, однако, сразу согласился прилететь на съёмки в Англию.
Подбором актёров второго плана занималась помощник режиссёра Айрин Лэмб — именно она пригласила на роль Ричмонда начинающего Доминика Уэста. Роль малолетнего Джорджа Стэнли по сценарию должен был играть ребёнок с синдромом Дауна: последняя жертва Ричарда III должна была быть беспомощна не только физически, но и умственно. Однако родители детей-инвалидов, с которыми связывались создатели фильма, не дали согласия на съёмки, и роль Джорджа сыграл вполне здоровый «ветеран рекламы» Раен Гилмор.

### Натурные съёмки
Съёмки фильма начались 27 июня и в целом завершились к концу августа 1995 года — это было, по словам Маккеллена, «самое жаркое лето за двести лет». Проезд кортежа Ричарда по Ламбетскому мосту был снят 8 октября 1995 года. Первый же съёмочный день — массовая сцена в локомотивном депо — стал для Маккеллена шоком. В отличие от своего учителя и предшественника Лоренса Оливье, Маккеллен в 1995 году практически не имел опыта в кинематографе — ему доводилось играть лишь роли второго плана. Театральный опыт приучил его к тому, что актёр может совершенствовать игру с каждым выходом на сцену — но киносъёмка этого не допускала. Ричард Айр и театральный художник-постановщик Боб Кроули помогли Маккеллену со сценарием, но не могли подготовить его к образу жизни киноактёра.

#### Дворцы Эдуарда IV
| - Гостиница Сент-Панкрас — дворец Эдуарда (фото 1928 года) - Королевский павильон — дворец Эдуарда - Капелла Линкольнс-Инн — салон королевы Елизаветы - Строберри-Хилл-хаус — королевские покои - Павильон Делавер — приморская резиденция Эдуарда |

Сцены в лондонском и загородном дворцах Эдуарда IV снимались в семи разных местах. Панорамный план лондонского дворца Эдуарда был создан цифровым наложением фотографии гостиницы при вокзале Сент-Панкрас на киносъёмку Темзы у Вестминстерского моста. «Бал победителей» был снят за два рабочих дня в англиканской церкви Святого Катберта в Уэмбли, построенной по проекту Хью Ромео Гафа в 1880-е годы. В ранних сценариях Маккеллена эта сцена должна была происходить в готическом интерьере лондонского Гилдхолла. Лонкрейн, напротив, хотел избежать визуально «средневековых» сцен и предложил заменить банкет в Гилдхолле на частный приём на борту яхты. Этот вариант оказался недопустимо дорогим, и в итоге сцену камерного, семейного торжества сняли в церкви. За драпировками стен можно разглядеть статуи святых, а на белых пюпитрах оркестрантов золотом выведены монограммы WS (William Shakespeare — Уильям Шекспир). Покои Елизаветы и туалет, в котором Ричард произносит монолог («Меня природа лживая согнула и обделила красотой и ростом…»), снимались в готическом Строберри-Хилл-хаус в Туикенеме. Ванную комнату, в которой королева Елизавета купает младшего принца, создатели фильма нашли в здании Ричмонд-феллоушип в Кенсингтоне. Салоном Елизаветы стал цокольный этаж капеллы адвокатской корпорации Линкольнс-Инн  в Лондоне. Сцена обеда, на которой происходит перебранка между Ричардом и Елизаветой, и смерть Эдуарда снимались в ночное время в Королевском павильоне в Брайтоне. Терраса приморской резиденции, на которой Эдуард узнаёт о смерти Кларенса — это прогулочная крыша модернистского павильона Делавер в Бексхилле. «Восточные» беседки террасы, имитирующие стиль Королевского павильона — временные постройки Тони Берроу.

#### Дворцы Ричарда III
| - Самолёт герцогини Йоркской Proteus, бортовой номер G-AEML - Здание Королевского географического общества — резиденция герцога Глостерского - Сенат-хаус — канцелярия лорда-протектора - Здание Shell-Mex — резиденция короля Ричарда - Лоренс-холл — «Арена» |

Канцелярия Ричарда снималась в вестибюле и зале совещаний Сенат-хауса — ректората Лондонского университета. Беломраморный интерьер в стиле ар-деко впервые появляется в фильме после смерти короля Эдуарда — новый стиль становится символом новой власти. Позади рабочего стола Ричарда висит его парадный ростовой портрет в развевающемся на ветру чёрном плаще. Видны обе руки Ричарда — очевидно, здоровые. В театральной постановке аналогичный портрет изображал Ричарда полностью обнажённым. Часы и балкон, на котором Бакингем спорит с Ричардом, — здание Shell-Mex на Стрэнде, построенное в 1931 году.
Сцены, в которых Ричард и Бакингем разыгрывают «призвание на трон», снимались в подземном гараже выставочного центра Эрлс-корт 1936 года постройки. Арена в стиле ар-деко, на которой Ричарда провозглашают королём — построенный в 1920-х годах зал Королевского растениеводческого общества на Грейкоут-стрит. Сцена снималась вечером 31 июля при участии двухсот добровольцев, пришедших в собственных чёрных одеждах и работавших без оплаты. Среди них были сам Маккеллен, его сестра Джин с мужем и Кристин Скотт Томас. Эффект многотысячной толпы был создан при цифровом сведении дублей.
Прибытие принца Уэльского снималось на дебаркадере вокзала Сент-Панкрас, а прибытие Риверса и бегство герцогини Йоркской — на аэродроме Шорхэм, старейшем гражданском аэродроме в Англии. Маккеллен вспоминал, что по чистой случайности съёмочный день выдался облачным, что было редкостью в то «славное лето 1995 года». Для усиления тягостной атмосферы сцена с герцогиней была снята в искусственном тумане дымогенераторов на дизельном топливе. Резиденция Ричарда (ещё герцога Глостерского) снималась в здании Королевского географического общества в Кенсингтоне.

#### «Тауэр» и «Босворт»
| - Электростанция Бэнксайд — «Тауэр» - Газгольдер у вокзала Сент-Панкрас — прогулочный дворик «Тауэра» - Здание администрации графства Лондон — интерьеры «Тауэра» - Электростанция Баттерси — «Босворт» - Локомотивное депо Карнфорт — «Босворт» |

Сцены лондонского Тауэра снимались в трёх разных местах. Администрация настоящего Тауэра отказала Лонкрейну в разрешении на съёмки, да и сам Лонкрейн предпочитал показать зрителю «не открытку, а „Лубянку“». «Тауэром» стала построенная в 1947—1963 годах электростанция Бэнксайд, а интерьеры тюрьмы снимались в здании администрации графства Лондон на берегу Темзы. В то время здание было выселено и реконструировалось под гостиницу. Прогулочный дворик Тауэра — бетонный остров, окружённый рвом с водой, — это дно неиспользуемого газгольдера. По мнению Маккеллена, это «самое невероятное место» натурных съёмок в фильме (англ. the most astonishing of all our locations). Сумрачная улица близ «Тауэра», где Ричард посылает Тиррелла убить Кларенса — это Чейни-роуд у вокзала Кингс-Кросс.
Морг, в котором Ричард соблазняет леди Анну — подвал в здании страховой компании Pearl Assurance. Неоклассицистическое здание, построенное в 1914 году на границе лондонского Сити и Холборна, в 1995 году стояло необитаемым — в 2000 году, после реконструкции, в нём открылся пятизвёздочный отель «Ченсери-Корт». В этом же здании снималась сцена убийства Риверса. Конюшня, на которой Ричард встречает Тиррелла (сцены с 30 по 34), и прилегающий к ней плац расположены на территории бывшего Вуличского арсенала. Арсенал был закрыт в 1967 году, в 1995 году здесь хранились книги из фондов Британской библиотеки. «Морской десант» Ричмонда и его встречу со Стэнли и Брэкенбери снимали в приморском заказнике Рай-харбор, «битва при Босворте» разворачивается одновременно у стен лондонской электростанции Баттерси, и на путях локомотивного депо Карнфорт в Ланкашире. В сцене свидания Елизаветы и Ричарда на железнодорожных путях снимались около двухсот солдат британской армии.

### Студийные съёмки
Абсолютное большинство сцен «Ричарда III» снято на натуре: в студии снимались только пролог, казнь Гастингса и сцены в бронепоезде. Для натурных съёмок в карнфортском депо Тони Берроу выстроил бронепоезд на основе довоенных английских и французских вагонов, а все сцены внутри бронепоезда, в том числе ночной кошмар Ричарда, снимались на студии Шеппертон. Маккеллен вспоминал, что в безэховом съёмочном павильоне он смог наконец-то отдохнуть от непрерывного шума, сопровождавшего съёмки в Лондоне.
«Штаб Ланкастеров» был построен на студии Спитфайр в Мидлсексе из бывших в употреблении декораций. Художник-постановщик «Ричарда III» Тони Берроу создал эти интерьеры в 1980-х годах для съёмок сериала на BBC, а после съёмок вывез их на склад и хранил «на всякий случай». Лонкрейн и Берроу предполагали снимать пролог в реальных интерьерах «дворянских гнёзд», но затем предпочли выстроить декорации на студии. Викторианская готика интерьеров Берроу удачно подчеркнула традиционность, старомодность двора Ланкастеров — на контрасте с модернистским ар-деко штаб-квартиры Ричарда, перекликающимся с нацистской архитектурой Альберта Шпеера. Декорации Берроу были уничтожены при съёмке единственного дубля танкового «прорыва». Эту сцену было нельзя ни отрепетировать, ни повторить, поэтому «прорыв» снимали одновременно четыре камеры. Там же, на студии Спитфайр, была снята сцена повешения Гастингса — с живым дублёром, а не манекеном.

### Музыкальное сопровождение

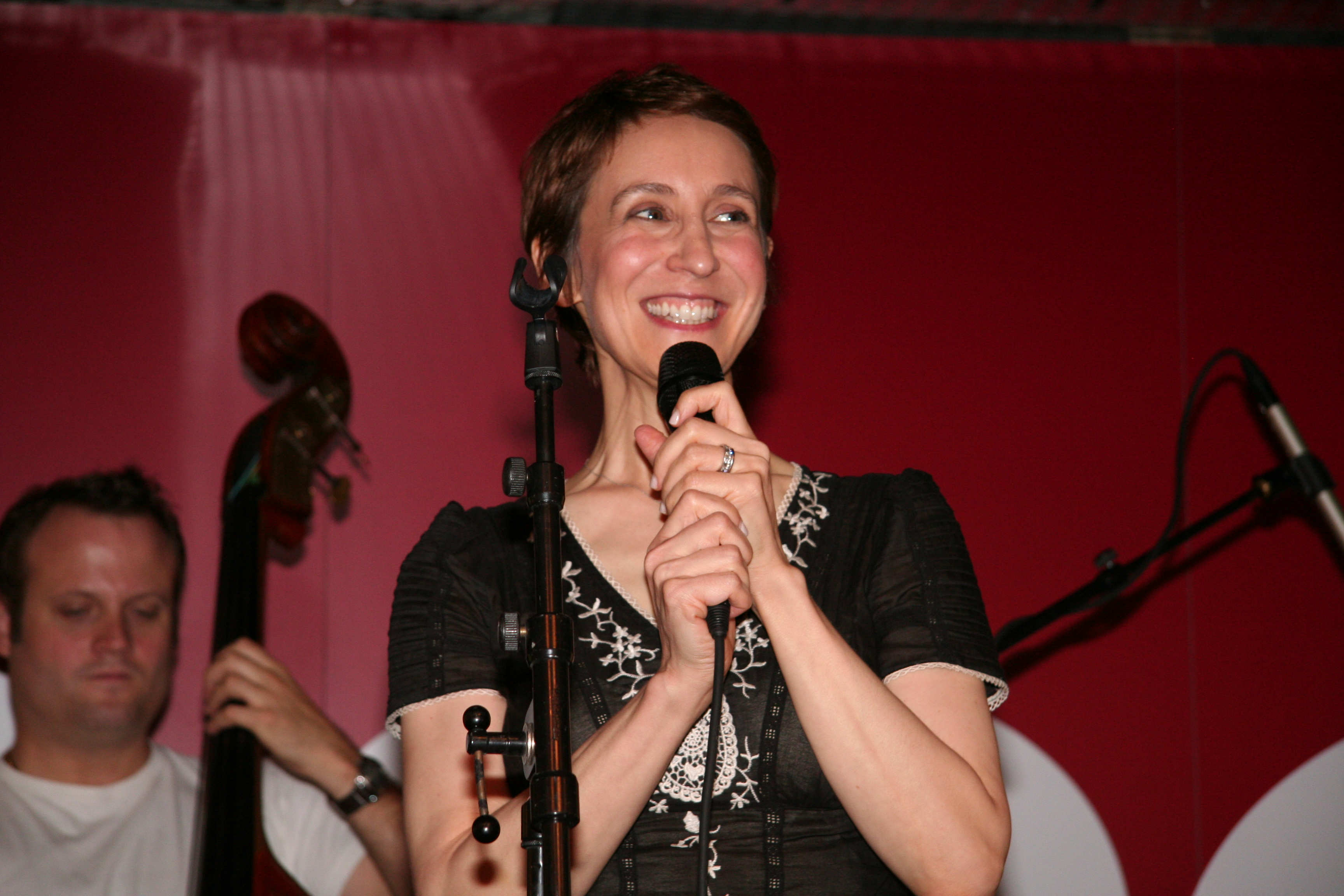
Стейси Кент (фото 2007 года)

Маккеллен вспоминал, что при подборе тем для песен фильма он перечитал все 154 сонета и около сотни песен Шекспира, рассыпанных по его пьесам. Ни одно из этих произведений не подошло, и для первой песни фильма он выбрал «Страстного пастуха» современника Шекспира Кристофера Марло: «Приди, — любимая моя! С тобой вкушу блаженство я …». Фокстрот композитора Тревора Джонса на стихи Марло исполнила джазовая певица Стейси Кент. Съёмки с её участием продолжались два дня, студийная запись песни была наложена на уже смонтированную сцену «бала победителей».
Вторая песня, «Я на вершине мира», записанная в 1925 году Элом Джолсоном (1886—1950), сопровождает короткую сцену падения Ричарда в пылающий ад в самом конце фильма. Лонкрейн выбрал эту песню единолично, Маккеллен узнал об этом только при просмотре смонтированного фильма. По мнению Маккеллена, решение было удачным и дало финалу новый смысл: на вершине мира оказывается не только Ричард, но и его победитель и преемник Ричмонд.
Инструментальная музыка к финальному поединку Ричарда и Ричмонда — переложение «Астурии» Исаака Альбениса. Полный саундтрек фильма, включающий обе песни и 29 инструментальных фрагментов, был выпущен PolyGram 27 февраля 1996 года.

## Оценка критиков

### Рецензии на премьеру
Премьера «Ричарда III» состоялась 29 декабря 1995 года в Нью-Йорке и Лос-Анджелесе. 19 января фильм показали в других городах США, 26 апреля 1996 года — в Великобритании. Реакция на премьерный показ была неоднозначной, что свойственно всем экранизациям Шекспира. В одном и том же номере The New York Observer от 8 января 1996 года соседствовали оценки фильма уничижительные (Эндрю Саррис: «смехотворный коллаж из пересаженных органов») и восхищённые (Рекс Рид: «роскошный и гипнотический»). Теренс Рафферти из The New Yorker назвал фильм «неудавшимся путешествием во времени». Однако большинство рецензентов, обратив внимания на те или иные недостатки, в целом оценили фильм положительно. По данным Rotten Tomatoes на июль 2012 года, профессиональный рейтинг фильма — 95 % (41 положительная рецензия из 43), зрительский рейтинг — 82 %.
Критика объединила профессиональных шекспироведов и знатоков арт-хауса — каждый нашёл в фильме слабое место. Рецензенты обращали внимание на шаблонность режиссёрских решений Лонкрейна. Режиссёр стоял перед дилеммой: ему нужно было и сохранить шекспировский текст, и поддерживать постоянно высокий темп действия. Первое, очевидное, решение — разделение диалога и действия — было известно со времён первых звуковых фильмов. Действие и диалог в «Ричарде III» практически никогда не сосуществуют в одном кадре. Другим, часто критикуемым решением, стало чрезмерное увлечение материальной культурой 1930-х годов, создание «гиперреальности» (у Маккеллена — «возвышенной реальности», англ. heightened reality). Но, по мнению Барбары Фридман, именно визуальная среда, выстроенная Лонкрейном вокруг Маккеллена-актёра, привлекла к фильму современных аполитичных зрителей Великобритании и США. Для среднего американца «Ричард III» — гимн тайно обожаемой аристократии старой Европы, тогда как образованный англичанин наверняка найдёт различие между «гиперреальностью» фильма и собственным пониманием истории родной страны.

### Награды и номинации
В 1996 году фильм был выдвинут на премию «Оскар» 1996 года в номинациях за работу художника-постановщика (Тони Берроу) и за дизайн костюмов (Шуна Харвуд) и на премию BAFTA 1997 года в пяти различных номинациях. Фильм получил премии BAFTA за работу художника-постановщика и за дизайн костюмов. Иэн Маккеллен получил премию Европейской киноакадемии за лучшую мужскую роль, Ричард Лонкрейн — премию «Серебряный медведь» Берлинского кинофестиваля за режиссуру.

### Шекспироведческая критика
В октябре 1996 года на экраны вышел авторский фильм Ал Пачино «В поисках Ричарда», в ноябре 1996 года — «Ромео + Джульетта» База Лурмана. За премьерами последовала новая волна критики, сопоставлявшей «В поисках Ричарда» с «Ричардом III» Маккеллена и Лонкрейна, «Ричардом III» Лоренса Оливье и (реже) с «Ромео + Джульетта». Шекспироведы Герберт Корсен, Сэмуэл Кроул и редактор журнала The Spectator Фрэнк Джонсон дали фильму однозначно отрицательную оценку, шекспировед Джеймс Лоэлин — положительную.
По мнению Корсена, в «Ричарде III», слишком много заимствований — финальная сцена погони на развалинах воспроизводилась в тысячах фильмов. Цитаты из «Крёстного отца» и «Триумфа воли» слишком очевидны. Оригинальные режиссёрские находки, по мнению Корсена, неудачны. Сцена с просмотром кинохроники во дворце Ричарда («фильм в фильме») — лучший, по мнению Корсена, эпизод фильма, — обособлена от основного действия и лишь отчасти реализует заложенный в неё потенциал. Кларенс произносит свой монолог на дне газгольдера под шум проливного дождя — его слова сложно расслышать, и сцена в целом не поражает зрителя ужасом, заложенным в текст Шекспира. Батальные сцены, по мнению Корсена, не вызывают доверия. Как могло случиться, что никто из часовых у штаба Ланкастеров не предупредил короля о приближении нападающих? Возможно ли, чтобы командующий ВВС пошёл в атаку на «Босворт» с единственным самолётом, возможно ли, чтобы единственный самолёт смог настолько навредить обороняющимся?
Худший, по мнению Корсена, порок «Ричарда III» в том, что это — не постановка Шекспира, а фильм о 1930-х годах. В «Ромео + Джульетта» созданная режиссёром визуальная среда создаёт контекст, в котором происходит шекспировское действие, в «Ричарде III» она его вытеснила. Особенно слабы, по мнению Корсена, сцены кошмарных видений Стэнли и Ричарда — сцены, в которых нет места лонкрейновской версии тридцатых годов. Маккеллен хорош в образе диктатора, но его подход к роли неуместен, например, в сцене соблазнения леди Анны: Маккеллену не хватает того «магнетизма, с которым [шекспировский] Ричард смог завоевать безутешную вдову».
Сэмуэл Кроул высоко оценил театральную постановку Айра и игру Маккеллена в ней. Фильм, по мнению Кроула, намного слабее: «Игра Маккеллена в театре вывела постановку [Айра] на недосягаемый уровень, но она не способна „вытянуть“ фильм. Его Ричард [в кино] не гипнотизирует зрителя и не подавляет его». Лонкрейн, по мнению Кроула — ремесленник (англ. journeyman director) из мира телевизионной рекламы. Он грамотно снимает и редактирует отснятое, но его фильм — не более чем воспроизведение декораций. «Гиперреальность», выстроенная Лонкрейном, раздражает и отвлекает зрителя, Маккеллен-киноактёр становится её заложником. «Мы лишились возможности увидеть, как великий актёр создаёт образ, утверждая его на фоне политической среды. Вместо этого среда полностью парализует игру».
Маккеллен, по мнению Кроула, виновен не только в неудачном выборе режиссёра, но и в слабости сценария. Пьеса Шекспира была построена на борьбе двух сил: Ричарда и его противников — вначале герцогини Йоркской и Маргариты, затем вооружённых дворян. В сценарии Маккеллена Ричард лишён заложенной Шекспиром энергии, Маргарита отсутствует вовсе, а оставленные Маккелленом женские персонажи (Елизавета и герцогиня Йоркская) действуют не вместе, а поодиночке. Другой критик сценария, Доминик Гой-Бланкет, обратила внимание на лакуны в сценарии, порождающие непонимание зрителя. Имеет ли Ричмонд какие-либо права на трон или он обычный самозванец? Почему королева Елизавета и Риверс так враждебны к Ричарду при жизни короля Эдуарда? Ответы на эти вопросы есть в шекспировском тексте, но не в фильме. Книга Маккеллена, по мнению Гой-Бланкет — «одно длинное примечание, пытающееся оправдать то, что они [Маккеллен и Лонкрейн] сделали с пьесой».
По мнению Кроула, Маккеллен ошибся, не включив в фильм самые сильные фрагменты театральной постановки (сцена с канделябрами, сцена с головой Гастингса, раздевание перед леди Анной), и неоправданно сократил количество монологов Ричарда. Именно монологи, обращённые к зрителю, а также начало «бала победителей» — лучшие, с точки зрения Кроула, эпизоды фильма.
Кроул считал, что средства, потраченные на съёмку батальных сцен, следовало бы направить на массовые сцены народной поддержки диктатора Ричарда — ведь все диктаторы XX века опирались на толпу. Критик Фрэнк Джонсон, напротив, считал, что шекспировский «Ричард III» и тоталитаризм, опирающийся на массы — несовместимы. Ричард, герцог Глостерский, пришёл к власти через убийство королей и их наследников. Династическая политика XV века не нуждалась в поддержке толпы, а изобретённый в XX веке тоталитаризм не нуждается в соблюдении династических условностей. Порочна идея о переносе «Ричарда III» в XX век, порочно и предположение Айра и Маккеллена о возможности прихода к власти британских фашистов. Политический маргинал Освальд Мосли и его сторонники, не выигравшие в 1930-е годы ни одного парламентского мандата, никогда не имели такой поддержки масс, как Муссолини и Гитлер. Энтони Дэвис, разделяя в целом критику Джонсона, обратил внимание на то, что нарастающая милитаризация двора в фильме Маккеллена и Лонкрейна порождает у зрителя ощущение постоянной войны, или как минимум военной угрозы. Это прямо противоречит шекспировскому тексту, в котором практически всё действие, вплоть до высадки Ричмонда, происходит в «мирный и тщедушный век». Ричард на экране не столько создаёт эту милитаризованную среду, сколько сам подчиняется ей.

## Комментарии
1. 1 2  В действительности, и в пьесе Шекспира лорд Стэнли — приёмный отец, а не дядя Ричмонда. Стэнли женился на леди Маргарет Бофорт в 1472, когда её сыну Генри Ричмонду было уже 15 лет.
2. ↑  В действительности, Генрих VI умер в заключении в Тауэре. В шекспировском «Ричарде III» появляется лишь тело (действие 1 сцена 2) и призрак (действие 5, сцена 3) убитого Генриха.
3. ↑  Цитаты из шекспировского «Ричарда III» приводятся в переводе А. Радловой (Шекспир, полное собрание сочинений, М., «Искусство», 1957, т. 1.)
4. ↑  В 1482—1483 годах должность лорда-мэра Лондона исполнял Эдмунд Шоу[англ.]. Шоу и его брат Ральф[англ.] (упоминаемый в пьесе как «доктор Шоу»), согласно источникам тюдоровской эпохи, действительно активно способствовали приходу к власти Ричарда III.
5. ↑  В опубликованном сценарии — «Аминь! Аминь!» (англ. Amen! Amen!).
6. ↑  В прижизненных изданиях шекспировской пьесы действуют три или четыре духовных лица. В фильме их замещает единственный персонаж — Архиепископ.
7. ↑  В действительности Роберт Брекенбери погиб в битве при Босворте, сражаясь на стороне Ричарда III. Генрих VII посмертно лишил наследников Брекенбери его имущества и титулов.
8. ↑  Стратфордский зал The Other Place представлял собой металлический ангар на сотню зрителей. После постановки «Отелло» он был снесён.
9. ↑  Акт 3, сцена 2. В переводе Е. Бируковой. Шекспир, полное собрание сочинений, М., «Искусство», 1957, т. 1.
10. ↑  В переводе А. Радловой. В пьесе Шекспира c этим вопросом к Ричмонду обращаются мятежные лорды.
11. 1 2  Кэрол Чиллингтон Раттер (Carol Chillington Rutter) — американский филолог. С 1978 года живёт и преподаёт в Великобритании. Область интересов в литературоведении — образы женщин и детей в пьесах Шекспира.
12. ↑  Бюлер назвал эту сцену, подробно описанную в сценарии, «чем-то вроде аутофелляции».
13. 1 2  С 2000 года в здании бывшей электростанции базируется галерея Тейт Модерн. Стеклянное завершение здания было выстроено после съёмок «Ричарда III».
14. 1 2  Герберт Корсен (Herbert R. Coursen, 1932—2011) — в 1950—1960-е годы пилот ВВС США. С конца 1960-х годов — преподаватель английской литературы, автор книг о постановках Шекспира.
15. 1 2  Сэмуэл Кроул (Samuel Crowl) — профессор английской литературы Университета Огайо, специалист по Шекспиру и английскому ренессансу. Преподаватель с 1970 года, декан факультета в 1981—1992 годах, почётный внешний консультант Королевского шекспировского общества.
16. ↑  Герцогини Йоркской, королевы Елизаветы, леди Анны — сцена 73.
17. 1 2  Буквальная цитата из финала «Белой горячки»: «Top of the world!».
18. ↑  Натали Вьен-Геррен (Nathali Vienne-Guerrin) — профессор ранней английской литературы Университета Монпелье (Франция).
19. ↑  В фильме Ричард приказывает Тирреллу убить Джорджа Стэнли, но в следующий момент авиация лорда Стэнли (отца Джорджа) начинает бомбить лагерь Ричарда. Джордж выбирается из разбомбленного поезда и, вероятно, остаётся в живых.
20. ↑  В той же раскраске и с теми же обозначениями, что и в фильме.
21. ↑  Параллели с цезаризмом, известным с античности, цитируемые критики не рассматривали.